# کیپ پاردیو
کیپ پاردیو (به انگلیسی: Kip Pardue) (زاده ۲۳ سپتامبر ۱۹۷۶) بازیگر، مدل آمریکایی است.
از فیلم‌های معروف او می‌توان به بازی در فیلم راندن، اما من، کشف‌نشده، اثر موج‌دار، جنایت آمریکایی، زندگی این دختر و قلب فریبکار اشاره کرد.